# 塩塚隆生

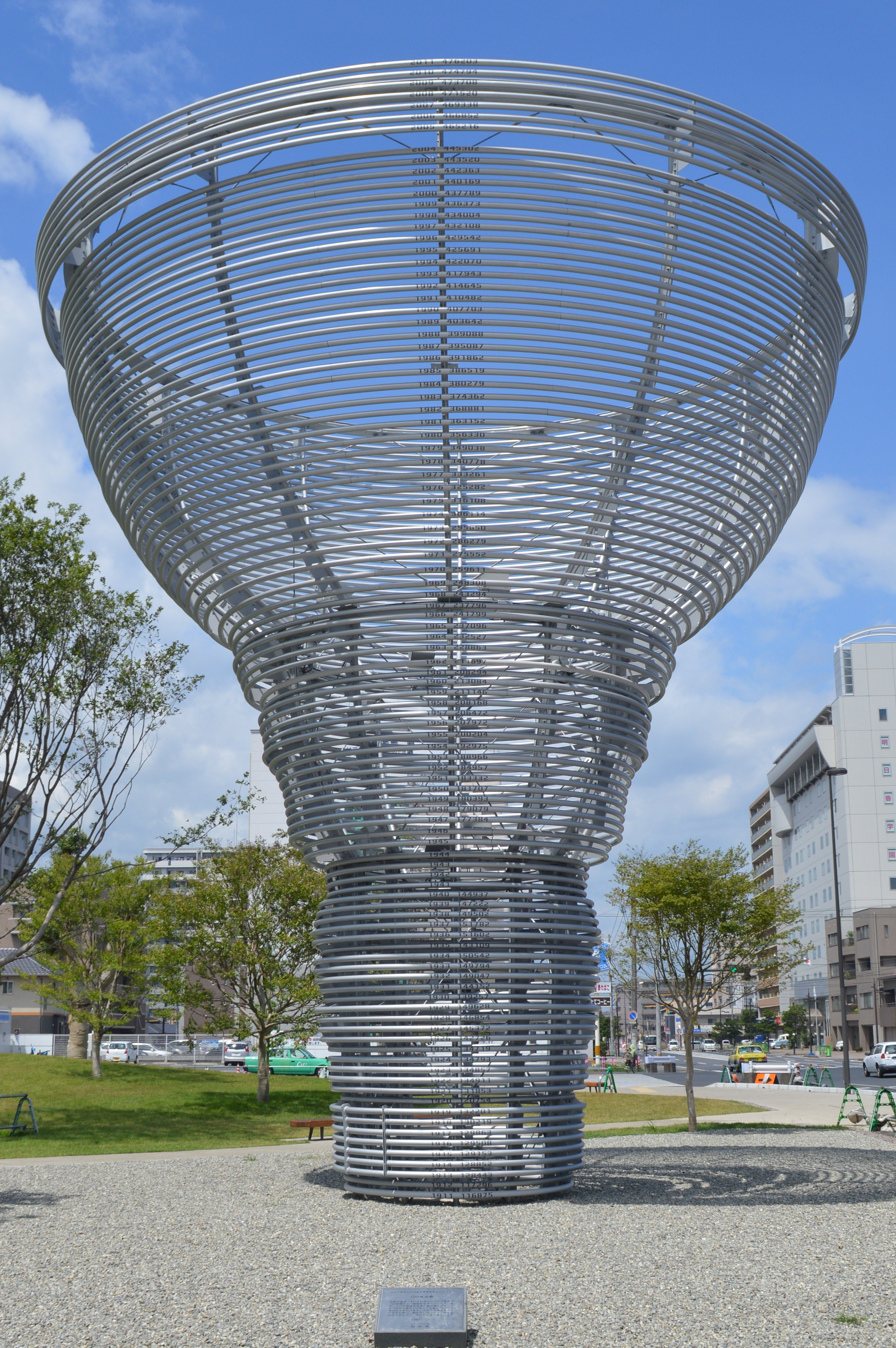
モニュメント「100年の樹」

塩塚 隆生（しおつか たかお、1965年 -）は、日本の建築家である。

## 略歴
- 1965年 - 福岡県に生まれる。
- 1988年 - 大分大学工学部建設工学科卒業
- 1990年 - 大分大学大学院修士課程修了
- 1994年 - 一級建築士事務所塩塚隆生アトリエ設立
- 1999年 - 株式会社塩塚隆生アトリエ代表取締役
- 2002年〜2011年 - 大分大学工学部非常勤講師
- 2004年〜2008年 - 九州大学芸術工学部非常勤講師
- 2012年〜 - 大分大学工学部福祉環境工学科建築コース客員教授[1]

## 主な受賞
- 1999年 - 国見町生涯学習センター指名コンペ　最優秀賞
- 2001年 - 大野町バス停設計指名プロポーザル　最優秀賞
- 2004年 - 日本建築学会 作品選集（入江のゲストハウス）
- 2007年 - 第7回JIA熊本住宅賞（JIA住宅賞）（城下町の住宅）
- 2007年 - 日本建築学会　建築九州賞　奨励作品（大野町のバスターミナル・White cave）
- 2009年 - 大分市坂ノ市市民センター整備事業公募型プロポーザル　最優秀賞
- 2011年 - JIA優秀建築選（SILENT HOUSE）
- 2012年 - 田川市幼稚園・保育所・子育て支援センター改築設計プロポーザル最優秀賞
- 2012年 - J日本建築学会　作品選集（SILENT HOUSE）
- 2013年 - 大分市誕生100年記念モニュメントデザインコンペ　最優秀賞
- 2013年 - 大分県教育センター改修工事指名プロポーザル　最優秀賞
- 2014年 - 新竹田市立図書館設計プロポーザル　最優秀賞
- 2017年 - 日本建築学会　建築九州賞　佳作（竹田市立図書館）
- 2018年 - 大分県木でいっぱいおもてなし事業　最優秀賞
- 2019年 - 日本建築学会　作品選集（竹田市立図書館）
- 2019年 - 日本図書館協会建築賞（竹田市立図書館）

## 主な作品
- 国見生涯学習センター「みんなんかん」 - 2000年、大分県国東市（旧東国東郡国見町）。2001年度グッドデザイン賞受賞[2]。
- 大野町のバスターミナル - 2002年、大分県豊後大野市。
- 大分市坂ノ市市民センター - 2011年、大分県大分市[3]。
- 菊池市街地ポケットパーク - 2012年、熊本県菊池市[1]。くまもとアートポリス参加プロジェクト。
- 大分空港旅客ターミナルビル「ラウンジくにさき」 - 2012年、大分県国東市[4]
- 100年の樹 - 2013年、大分県大分市（大分いこいの道）[5]